# 藤原秀夫
藤原 秀夫（ふじわら ひでお、1948年7月23日 - ）は、日本の経済学者。学位は、経済学博士（1989年）。同志社大学教授。第12代日本金融学会会長。専門はマクロ経済学。

## 略歴
兵庫県神戸市生まれ。1971年神戸商科大学卒、1974年神戸大学大学院経済学研究科博士課程中退、1989年「マクロ経済分析における貨幣と証券 整合的なマクロ経済モデルの構築」で経済学博士の学位を取得。則武保夫に師事。同志社大学商学部助手、講師、助教授を経て、教授。

## 著書
- 『マクロ経済分析における貨幣と証券 整合的なマクロ経済モデルの構築』千倉書房 1988
- 『マクロ金融政策の理論 金融政策の有効性と限界』晃洋書房 1995
- 『為替レートと対外不均衡の経済学』東洋経済新報社 1999
- 『マクロ貨幣経済の基礎理論』東洋経済新報社 2008
- 『マクロ金融経済の基礎理論』晃洋書房 2013
- 『マクロ金融経済と信用・貨幣の創造 均衡モデルと不均衡調整モデル』東洋経済新報社 2015

### 共編著
- 『マネタリストとケインジアン どちらが名医か』伊賀隆、菊本義治共著 1983 有斐閣選書
- 『現代アメリカ経済研究』同志社大学アメリカ研究所共編著 晃洋書房 1995
- 『現代金融論』今井譲,鶴身潔共編著 嵯峨野書院 1997
- 『国際金融』小川英治,地主敏樹共著 (有斐閣アルマ) 2001
- 『金融論』大野早苗, 小川英治, 地主敏樹,永田邦和,三隅隆司,安田行宏共著 有斐閣ブックス 2007

## 論文
- <藤原秀夫